# A királynő titkosügynökei
A királynő titkosügynökei, másik magyar címén a Csinicsapat akcióban (All the Queen’s Men) egy 2001-es háborús vígjáték. A filmet Stefan Ruzowitzky rendezte, főszerepeiben pedig Matt LeBlanc és Eddie Izzard láthatóak.

## Cselekmény
A második világháború alatt a brit hadsereg megpróbál megszerezni egy Enigma titkosítóberendezést a németektől, hogy megfejthessék a nácik rádióüzeneteit. A kísérletek mind sikertelenül végződtek. Végül a sereg ügy dönt, hogy négy ügynököt bíz meg a feladattal, hogy a Harmadik Birodalom színéből, Berlinből szerezzenek meg egy gépet. A csapat tagjai az amerikai „majdnem titkosügynök” O’Rourke (Matt LeBlanc), a transzvesztita Tony Parker (Eddie Izzard), a nyelvzseni Johnno (David Birkin) és az írógépszerelő Archie (James Cosmo). Az információk szerint azonban a gyárban csak nők dolgoznak, így az ügynöknek női álruhát kell ölteniük.

## Szereplők
| Karakter            | Színész            | Szinkronhang     |
| ------------------- | ------------------ | ---------------- |
| O'Rourke            | Matt LeBlanc       | Holl Nándor      |
| Tony                | Eddie Izzard       | Rába Roland      |
| Archie              | James Cosmo        | Makay Sándor     |
| Romy                | Nicolette Krebitz  | Major Melinda    |
| Johnno              | David Birkin       | Mesterházy Gyula |
| Aitken              | Edward Fox         | Végvári Tamás    |
| Landssdorf tábornok | Udo Kier           | Forgács Péter    |
| Franz               | Oliver Korittke    | Zámbori Soma     |
| Százados            | Karl Markovics     | Kassai Károly    |
| Paloma              | Sissi Perlinger    | Igó Éva          |
| Tizedes             | Holger Speckhahn   |                  |
| Brit őrnagy         | Pip Torrens        |                  |
| Kislány             | Maria Petz         | Kántor Kitty     |
| Könyvtáros          | Heinrich Herki     |                  |
| McCinley            | Paul Williamson    |                  |
| Titkárnő            | Susie Trayling     |                  |
| Szőke               | Cassandra Holliday |                  |
| Nettie              | Gillian Hanna      |                  |